# Motim da Força Aérea de Bangladesh em 1977
O motim da Força Aérea de Bangladesh em 1977 foi uma revolta em Daca em 1 de outubro de 1977 por membros da Força Aérea de Bangladesh e do Corpo de Transmissões do Exército de Bangladesh.

## Contexto
Bangladesh estava sob um governo militar chefiado pelo presidente Ziaur Rahman, que chegou ao poder por meio de um golpe. O governo de Bangladesh estava ocupado sequestrando o voo 472 da Japan Airlines e trocando reféns por resgate. O Exército Vermelho Japonês sequestrou o avião e pousou no Aeroporto Tejgaon em Daca. Os sequestradores foram avisados do motim e ordenados a assumir uma posição defensiva caso avistassem pessoal armado a dirigir-se para a aeronave através da torre de controle.
O golpe foi planejado para 27 de setembro de 1977, durante discurso de Ziaur a pessoal da Força Aérea no Dia da Força Aérea, mas a cerimônia foi cancelada devido ao sequestro de um avião japonês.

## Eventos
A revolta foi liderada por soldados de escalão inferior do Batalhão de Transmissões do Exército de Bangladesh e da Força Aérea de Bangladesh. Foi chefiado pelo Sargento Afsar da Força Aérea de Bangladesh, que foi influenciado pela ideologia de Jatiya Samajtantrik Dal. Os amotinados mataram onze policiais no aeroporto de Tejgaon. Dez soldados do exército foram mortos. Os amotinados assumiram brevemente o controle da estação de rádio de Daca e atacaram a residência do presidente Ziaur Rahman. Depois que o governo reprimiu o motim, centenas de membros da Força Aérea foram presos. Eles foram rapidamente condenados por tribunais militares. Alguns foram condenados à prisão, mas a maioria foi executada na Cadeia Central de Daca. O governo do presidente Zia anunciou oficialmente o enforcamento de . Ele não disse quando as centenas de execuções ocorreram, mas as autoridades disseram que os homens acusados de estarem envolvidos foram enforcados por um período de seis meses, sob ordens diretas do presidente e tribunais especiais.